# Nasser Al-Khelaïfi
Nasser bin Ghanim Al-Khelaifi (tiếng Ả Rập: ناصر بن غانم الخليفي; sinh ngày 12 tháng 11 năm 1973) là một doanh nhân người Qatar và là chủ tịch của beIN Media Group, chủ tịch Qatar Sports Investments, chủ tịch của Paris Saint-Germain và Liên đoàn quần vợt Qatar, và phó chủ tịch Liên đoàn quần vợt châu Á khu vực Tây Á.
Al-Khelaifi là chủ tịch và giám đốc điều hành của Paris Saint-Germain ở Pháp. Ông cũng là thành viên của ban tổ chức FIFA World Cup 2022, và đã được bầu làm chủ tịch của Hiệp hội các Câu lạc bộ Châu Âu (ECA).

## Đầu đời và giáo dục
Al-Khelaifi sinh ra ở Qatar, là con trai của một ngư dân đánh bắt ngọc trai, và tốt nghiệp với bằng Kinh tế tại Đại học Qatar. Ông cũng có bằng sau đại học về Nghiên cứu Hàng hải tại Đại học Piraeus.

## Sự nghiệp quần vợt

### Sự nghiệp chơi bóng
Là một vận động viên quần vợt chuyên nghiệp, Al-Khelaifi là thành viên thành công thứ hai của đội tuyển Davis Cup Qatar sau Sultan Khalfan, thi đấu 43 lần từ năm 1992 đến 2002 và lập kỷ lục 12–31 ở nội dung đánh đơn, 12–16 ở nội dung đôi. Al-Khelaifi xuất hiện hai lần trong giải đấu chính của Hiệp hội Quần vợt Chuyên nghiệp (ATP), mỗi lần thua trong các trận đấu đầu tiên của anh ấy ở St. Pölten năm 1996 (nơi anh thua cựu vô địch Pháp mở rộng Thomas Muster) và ở Doha năm 2002. Ông đạt thứ hạng đơn cao nhất trong sự nghiệp là 995 vào cuối năm 2002. Ông cũng đã vô địch Giải đấu đồng đội GCC.

### Sự nghiệp sau khi thi đấu
Nasser Al-Khelaifi là chủ tịch của Liên đoàn quần vợt Qatar (QTF) từ tháng 11 năm 2008. Năm 2011, ông được bầu làm phó chủ tịch Liên đoàn quần vợt châu Á (ATF) khu vực Tây Á.

## Sự nghiệp chính trị
Vào tháng 11 năm 2013, Al-Khelaifi được tiểu vương Qatar, Sheikh Tamim phong làm bộ trưởng không có danh mục đầu tư trong chính phủ Qatar.

## Thủ tục pháp lý
Vào ngày 9 tháng 3 năm 2022, sau trận thua 1–3 trên sân khách của Paris Saint-Germain (tổng tỷ số 2–3) trước Real Madrid ở vòng 16 đội UEFA Champions League 2021–22, Al-Khelaifi bị cáo buộc đã hành hung một trọng tài biên và làm gãy cờ của anh ta và đe dọa giết một nhân viên Madrid. Sau khi điều tra, UEFA đã xóa mọi cáo buộc liên quan đến trận đấu cho Al-Khelaifi.

## Đời tư
Ông thân cận với Tiểu vương quốc, Sheikh Tamim, người đứng đầu quỹ đầu tư quốc gia Qatar Investment Authority .
Ông đã kết hôn và có bốn người con sống ở Qatar.